# Ovčín u Radnic

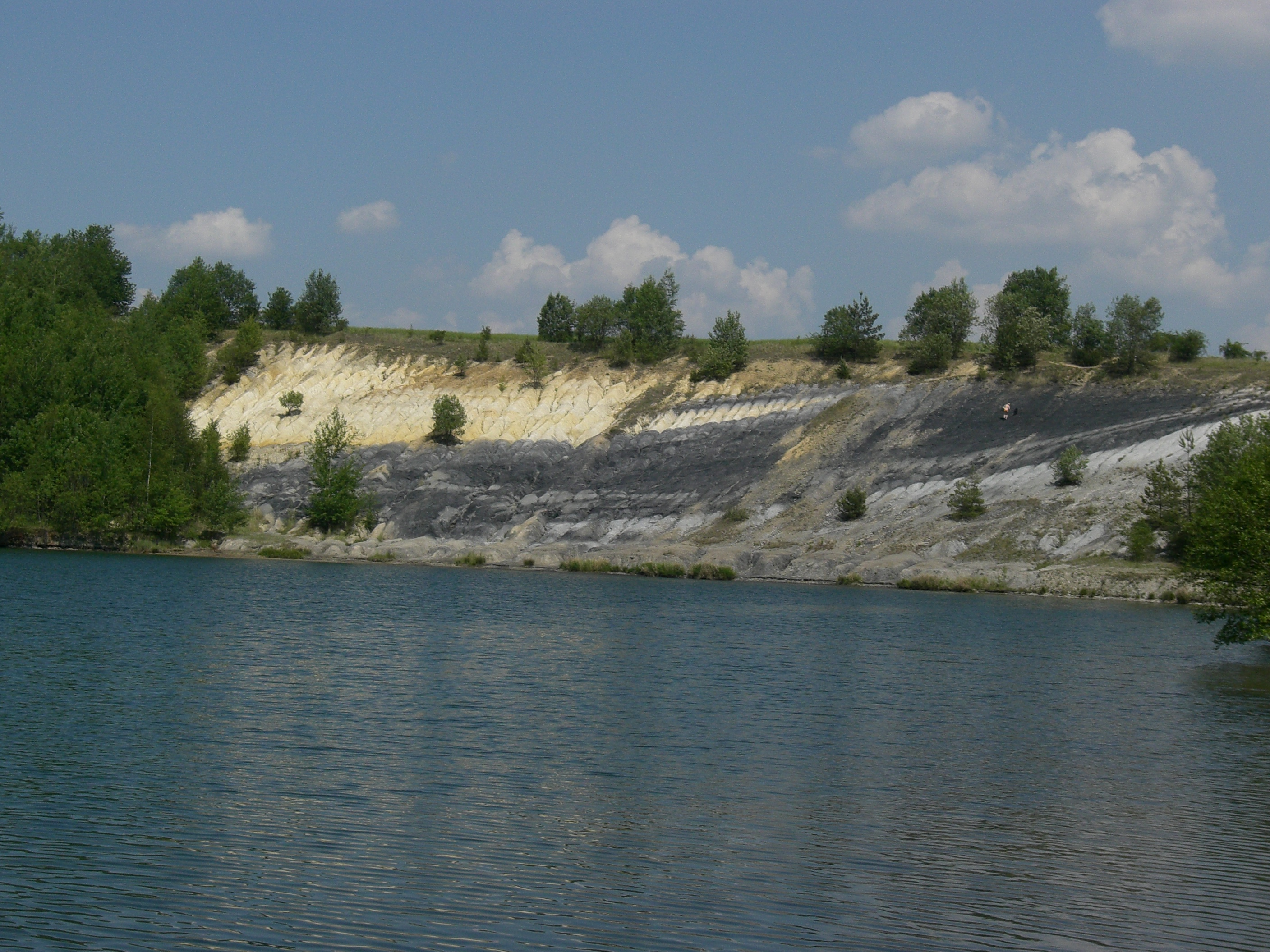
Na jedné straně lomu je dobře viditelný přechod mezi vrstvami pískovce a černého uhlí. Svah je silně erodován vodní erozí, což se projevuje róny

Ovčín u Radnic je světově unikátní paleontologická lokalita, která se nachází přibližně 1 km od obce Radnice v okrese Rokycany v opuštěném a částečně zaplaveném černouhelném dole pod kopcem Florián. V lokalitě se nacházejí karbonské fosílie flóry na místě, kde tyto rostliny skutečně v historii rostly včetně jejich vzájemných ekologických vztahů v oblasti uhlotvorného tropického pralesa před 310 milióny let. Výzkumy dále naznačují, že se v oblasti v té době nacházela bažinatá niva bohatá na rašelinu s proudící řekou.
Paleontologové mají jedinečnou možnost studovat, jak rostliny rostly, jak daleko byly od sebe a jaké bylo druhové složení původní vegetace. Oproti jiným lokalitám, kde jsou většinou rostlinné zbytky přeplavené a tudíž nevypovídající o vzájemných vztazích.

## Lom

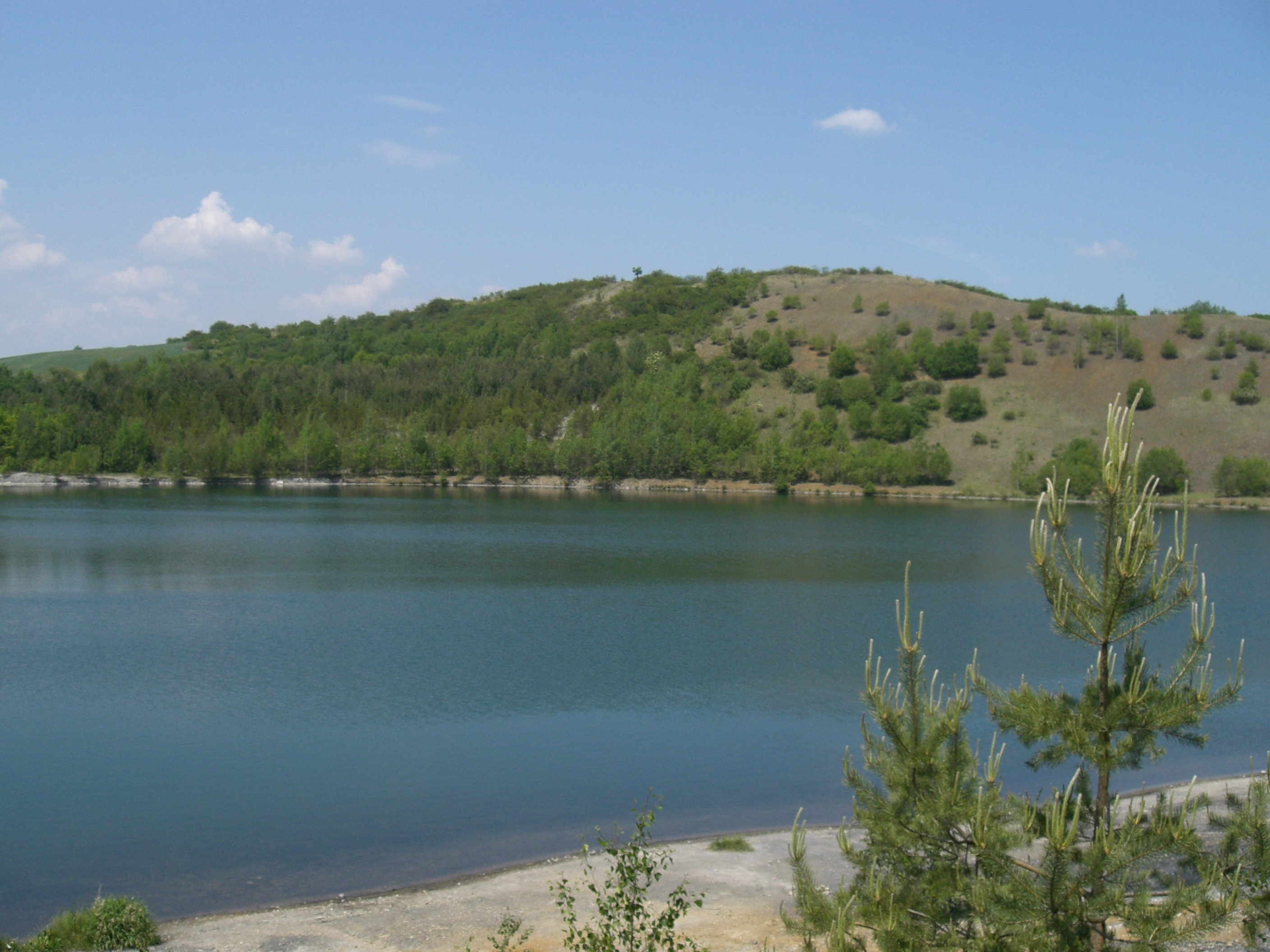
Pohled na rekultivovaný lom

V prostoru a okolí pozdějšího lomu se nacházelo několik dolů. Ke starším z nich patřil malodůl Svatý Jiří otevřený roku 1780, ve kterém se uhlí s přestávkami těžilo až do roku 1951. Nacházel se východně od jezera, nad křižovatkou silnice II/234 a silnice do Bezděkova. Kromě těžní šachty používal pomocnou šachtici a dvě výdušné jámy. V prostoru jezera se od roku 1840 nacházel důl Jáchym, jehož částečným majitelem se stal Johann David Starck. Důl fungoval až do začátku dvacátého století. Dalšími doly v místě byl Martini (otevřen před rokem 1840), Antonín (v provozu do druhé poloviny devatenáctého století) a Štěpán (1875–1930) jihovýchodně od dolu Svatý Jiří.
Povrchovou těžbu zahájil podnik Západočeské uhelné doly v roce 1958. Lom zvaný Lokalita Ovčín byl v provozu do roku 1986, čímž se stal posledním místem těžby uhlí na Radnicku. Po ukončení těžby byla zbytková jáma v rámci rekultivace zatopena. V současnosti je v majetku soukromého vlastníka, který rybník využívá pro rekreační rybolov. Koupání je zde zakázáno.

## Vznik lokality
Oblast vznikla díky sopečné činnosti, která proběhla ve dvou mohutných sopkách v okolí dnešních Krušných hor. Jejich erupce vychrlila značné množství sopečného prachu, který pokryl celou oblast. Jeho vlivem došlo k zakonzervování celé oblasti a zachování celého tropického pralesa.
Objevy zkamenělin v oblasti Radnicka sahají až do 19. století. V letech 1867 až 1871 působil ve škole v Radnicích Josef Kořenský, který zde učinil velké množství nálezů, mnohé z exemplářů byly do té doby neznámé. Ve sběru zkamenělin mu při přírodovědných vycházkách pomáhali jeho žáci. Do léta 2007 zde bylo popsáno 22 biologických druhů rostlin v podobě převážně kapradin, plavuní, vranečků a přesliček, ale vědci předpokládají, že druhů zde bude objeveno mnohem více. Vedle tohoto se v oblasti nacházejí největší exempláře některých rostlin, které byly kdy na světě odhaleny.
Oblast je chudá na objevy fosílií živočichů, což bylo způsobeno druhem prostředí, kde k fosilizaci docházelo. I přes nepřízeň prostředí se ale podařilo objevit křídlo prvohorní vážky o rozměru několika desítek centimetrů, ale při vyjmutí z horniny bylo křídlo přeříznuto, takže malá část chybí.

## Výzkum lokality
Paleontologové v této lokalitě využívají archeologický způsob průzkumu, kdy odkrývají velké oblasti a zkoumají každé místo. Dosud bylo odkryto okolo 250 metrů čtverečních zeminy do hloubky sedmi metrů. Pozemky pro průzkum byly poskytnuty z majetku šlechtické rodiny Šternberků.
Objevy v lokalitě zastřešuje Západočeské muzeum v Plzni, které chystá i rozsáhlou expozici o průzkumu lokality a o objevech (měla být otevřena v roce 2004). Zdejší výzkum byl i zařazen do prestižního žebříčku 10 největších úspěchů české vědy.